# Échevannes (Doubs)
Échevannes ist eine französische Gemeinde mit 87 Einwohnern (Stand: 1. Januar 2022) im Département Doubs in der Region Bourgogne-Franche-Comté.

## Geographie
Échevannes liegt auf 650 m über dem Meeresspiegel, sieben Kilometer ostsüdöstlich von Ornans und etwa 24 Kilometer südöstlich der Stadt Besançon (Luftlinie). Das Dorf erstreckt sich im Jura, im Westen des Plateaus von Valdahon, an aussichtsreicher Lage hoch über dem Talboden der Loue.
Die Fläche des 5,23 km² großen Gemeindegebiets umfasst einen Abschnitt des französischen Juras. Der Hauptteil des Gebietes wird vom Hochplateau von Valdahon eingenommen, das durchschnittlich auf 650 m liegt. Es ist vorwiegend von Acker- und Wiesland, teils auch von Wald bestanden und steigt gegen Südosten allmählich an. Das Plateau besitzt keine oberirdischen Fließgewässer, weil das Niederschlagswasser im verkarsteten Untergrund versickert. Mit 747 m wird auf der Kuppe des Signal de Cudrey die höchste Erhebung von Échevannes erreicht. Die westliche Abgrenzung verläuft meist entlang der Oberkante des von einem Felsband gekrönten, steil zum Tal der Loue abfallenden Hanges. Auch der markante Vorsprung des Plateaus zwischen den Tälern von Loue und Ruisseau de Vaux gehört zu Échevannes.
Nachbargemeinden von Échevannes sind Lavans-Vuillafans im Norden und Osten, Lods im Süden sowie Vuillafans im Westen.

## Geschichte

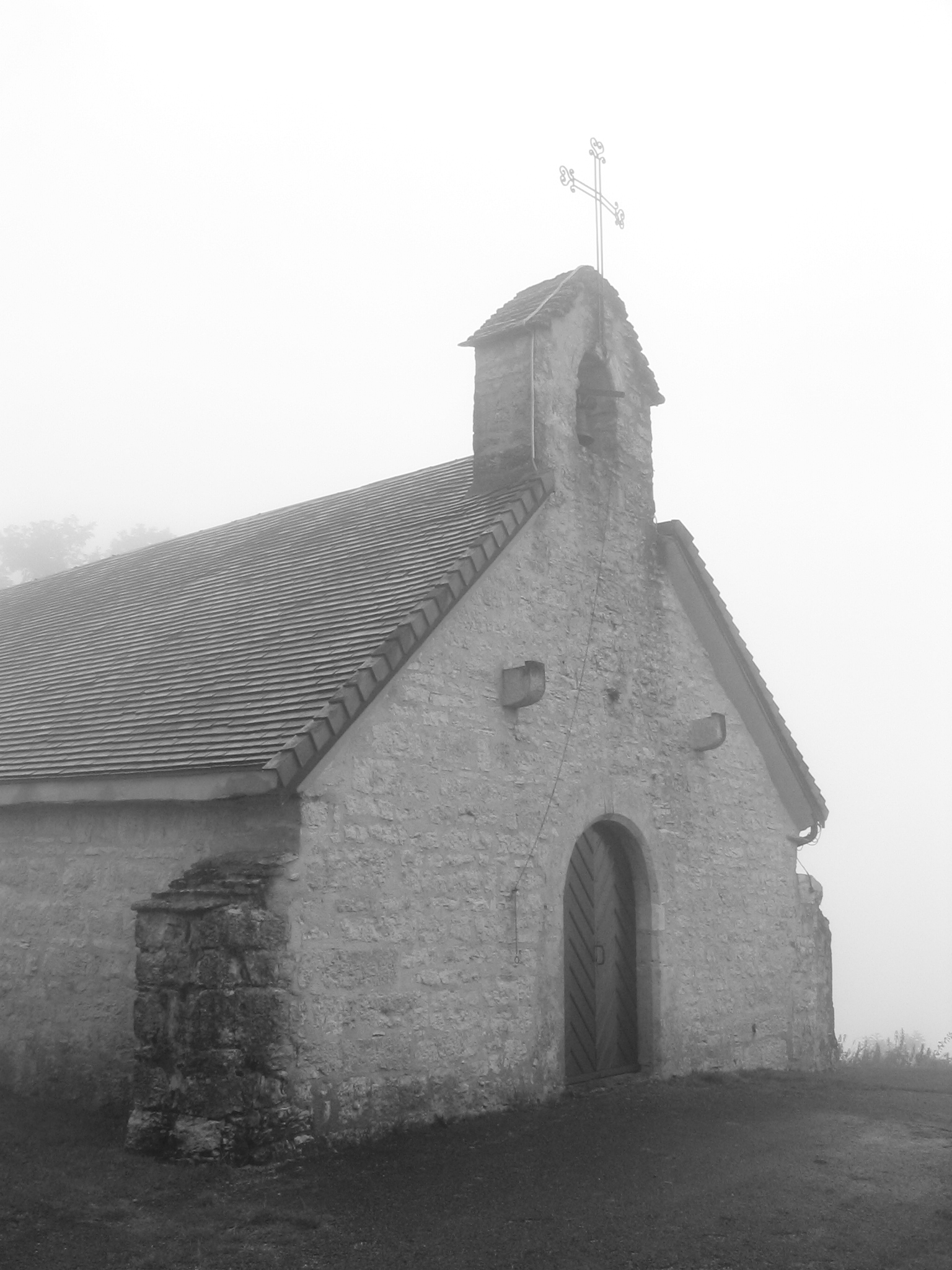
Kapelle Sainte-Gertrude

Der Ortsname entstand durch die Agglutination von es (heute französisch aux) und chevannes, das vom lateinischen Wort capana (Haus, Hütte) abgeleitet ist, und bedeutet somit bei den Häusern. Im Mittelalter gehörte Échevannes zur Herrschaft Durnes. Zusammen mit der Franche-Comté gelangte das Dorf mit dem Frieden von Nimwegen 1678 an Frankreich. Heute ist Échevannes Mitglied des Gemeindeverbandes Loue-Lison.

## Sehenswürdigkeiten
Die Kapelle Sainte-Gertrude wurde im 15. Jahrhundert erbaut und zeigt ein Portal im Flamboyantstil. Im Ortskern sind verschiedene Bauernhäuser im charakteristischen Stil der Franche-Comté aus dem 18. und 19. Jahrhundert erhalten.

## Bevölkerung
| Jahr                       | 1962 | 1968 | 1975 | 1982 | 1990 | 1999 | 2006 | 2016 |
| Einwohner                  | 64   | 45   | 49   | 80   | 71   | 64   | 84   | 89   |
| Quellen: Cassini und INSEE |      |      |      |      |      |      |      |      |

Mit 87 Einwohnern (1. Januar 2022) gehört Échevannes zu den kleinsten Gemeinden des Départements Doubs. Nachdem die Einwohnerzahl in der ersten Hälfte des 20. Jahrhunderts markant abgenommen hatte (1881 wurden noch 114 Personen gezählt), wurde seit Beginn der 1970er Jahre insgesamt wieder ein Bevölkerungswachstum verzeichnet.

## Wirtschaft und Infrastruktur
Échevannes war bis weit ins 20. Jahrhundert hinein ein vorwiegend durch die Landwirtschaft (Ackerbau, Obstbau und Viehzucht) und die Forstwirtschaft geprägtes Dorf. Noch heute leben die Bewohner zur Hauptsache von der Tätigkeit im ersten Sektor. Außerhalb des primären Sektors gibt es fast keine Arbeitsplätze im Dorf. Einige Erwerbstätige sind auch Wegpendler, die in den umliegenden größeren Ortschaften ihrer Arbeit nachgehen.
Die Ortschaft liegt abseits der größeren Durchgangsstraßen an einer Departementsstraße, die von Valdahon nach Vuillafans führt.